# Базилик
Базили́к (лат. Ócimum) — род однолетних и многолетних трав и кустарников семейства Яснотковые (Lamiaceae).
Представители рода — уроженцы тропических и тёплых умеренных областей Старого Света. Его родина — Южная Азия, в одичавшем состоянии растёт в субтропиках и тропиках Америки, Азии и Африки.

## Название
Латинское название заимствовано из др.-греч. ὤκιμον [окимон] «базилик», не имеющего чёткой этимологии — как пряность он был известен ещё древним грекам. В XVI веке базилик попал в Европу и быстро завоевал популярность в кулинарии в качестве пряного растения.
Базилик также известен под народными названиями рега́н, рейха́н, райхон, реан и душистые васильки.

## Ботаническое описание
Цветки в 6-10-цветковых мутовках собраны прерванным колосом или кистью. Чашечка яйцевидная или колокольчатая, при плодах разрастающаяся и отвороченная вниз, пятизубчатая, верхний зубец шире остальных, перепончатый, широкояйцевидный, низбегающий на трубку чашечки и прикрывающий краями два соседних задних зубца. Венчик с трубкой, двугубый, нижняя лопасть длиннее остальных и отогнута вниз, четыре образуют «верхнюю губу». Тычинок четыре, верхние с придатком в виде пучка волосков.
Плоды — гладкие орешки.
Выращивание происходит в различных теплицах и на открытых, но защищенных от ветра, грунтах. Первые листья, пригодные в пищу, вырастают в течение первого месяца, дальше стебель начинает расти вверх.
Посадка на стебель и на семена должна происходить с расстоянием не менее 5 см друг от друга. Если планируется сбор первых листьев или дальнейшая пересадка, то не менее 2 мм друг от друга. Урожайность листьев от 2 до 10 кг на м2 в зависимости от сорта.

## Применение
Благодаря содержанию ароматических веществ листья и стебельки некоторых видов базилика используют в свежем и в сушёном виде в качестве приправы к соусам и супам, для ароматизации овощных консервов, солений и колбас. Истолчённые в порошок листья базилика в смеси с листьями розмарина применяют как перец. В свежем или сушёном виде применяется в овощных салатах, холодных закусках.
Базилик обладает приятным запахом из-за эфирных масел, которые содержатся в надземной части растения. Содержание масла в различных видах базилика может доходить до 1,5—2 %. В масле базилика содержатся полезные для человека вещества: камфора, цинеол, оцимен, сапонин, метилхавикол. Кроме того, в базилике обнаружены витамины: B2, РР, аскорбиновая кислота, рутин, каротин

## Классификация

### Виды
На сайте Королевских ботанических садов Кью указано 69 видов рода:
- Ocimum × africanum Lour.
- Ocimum albostellatum (Verdc.) A.J.Paton
- Ocimum americanum L. — Базилик американский
- Ocimum amicorum A.J.Paton
- Ocimum angustifolium Benth.
- Ocimum basilicum L. — Базилик душистый, или Базилик благородный
- Ocimum burchellianum Benth.
- Ocimum campechianum Mill.
- Ocimum canescens A.J.Paton
- Ocimum carnosum (Spreng.) Link & Otto ex Benth.
- Ocimum centraliafricanum R.E.Fr.
- Ocimum circinatum A.J.Paton
- Ocimum coddii (S.D.Williams & K.Balkwill) A.J.Paton
- Ocimum cufodontii (Lanza) A.J.Paton
- Ocimum dambicola A.J.Paton
- Ocimum decumbens Gürke
- Ocimum dhofarense (Sebald) A.J.Paton
- Ocimum dolomiticola A.J.Paton
- Ocimum ellenbeckii Gürke
- Ocimum empetroides (P.A.Duvign.) ined.
- Ocimum ericoides (P.A.Duvign. & Plancke) A.J.Paton
- Ocimum filamentosum Forssk.
- Ocimum fimbriatum Briq.
- Ocimum fischeri Gürke
- Ocimum formosum Gürke
- Ocimum forsskaolii Benth.
- Ocimum fruticosum (Ryding) A.J.Paton
- Ocimum grandiflorum Lam.
- Ocimum gratissimum L. — Базилик приятнейший
- Ocimum hassleri Briq.
- Ocimum heckmannianum Gürke
- Ocimum hirsutissimum (P.A.Duvign.) A.J.Paton
- Ocimum irvinei J.K.Morton
- Ocimum jamesii Sebald
- Ocimum kenyense Ayob. ex A.J.Paton
- Ocimum kilimandscharicum Gürke — Базилик килиманджарский
- Ocimum labiatum (N.E.Br.) A.J.Paton
- Ocimum lamiifolium Hochst. ex Benth.
- Ocimum masaiense Ayob. ex A.J.Paton
- Ocimum mearnsii (Ayob. ex Sebald) A.J.Paton
- Ocimum menthifolium Hochst. ex Benth. — Базилик мятолистный, или Базилик камфарный
- Ocimum metallorum (P.A.Duvign.) A.J.Paton
- Ocimum minimum L.
- Ocimum minutiflorum (Sebald) A.J.Paton
- Ocimum mitwabense (Ayob.) A.J.Paton
- Ocimum monocotyloides (Plancke ex Ayob.) A.J.Paton
- Ocimum motjaneanum McCallum & K.Balkwill
- Ocimum natalense Ayob. ex A.J.Paton
- Ocimum nudicaule Benth.
- Ocimum nummularia (S.Moore) A.J.Paton
- Ocimum obovatum E.Mey. ex Benth.
- Ocimum ovatum Benth.
- Ocimum pseudoserratum (M.R.Ashby) A.J.Paton
- Ocimum pyramidatum (A.J.Paton) A.J.Paton
- Ocimum reclinatum (S.D.Williams & M.Balkwill) A.J.Paton
- Ocimum serpyllifolium Forssk.
- Ocimum serratum (Schltr.) A.J.Paton
- Ocimum somaliense Briq.
- Ocimum spectabile (Gürke) A.J.Paton
- Ocimum spicatum Deflers
- Ocimum tenuiflorum L. — Базилик тонкоцветный
- Ocimum transamazonicum C.Pereira
- Ocimum tubiforme (R.D.Good) A.J.Paton
- Ocimum urundense Robyns & Lebrun
- Ocimum vandenbrandei (P.A.Duvign. & Plancke ex Ayob.) A.J.Paton
- Ocimum vanderystii (De Wild.) A.W.Hill
- Ocimum verticillifolium Baker
- Ocimum vihpyense A.J.Paton
- Ocimum waterbergense (S.D.Williams & K.Balkwill) A.J.Paton

### Таксономия
Род Базилик входит в трибу Базиликовые (Ocimeae) подсемейства Котовниковые (Nepetoideae) семейства Яснотковые (Lamiaceae) порядка Ясноткоцветные (Lamiales).
|  |                                      |  |                                                             |                                                             |                      |  | ещё 21 семейство (согласно Системе APG II) | ещё 21 семейство (согласно Системе APG II) |                           |  |  |  | ещё 3 трибы | ещё 3 трибы |                |  |  |  |  |
|  |                                      |  |                                                             |                                                             |                      |  | ещё 21 семейство (согласно Системе APG II) | ещё 21 семейство (согласно Системе APG II) |                           |  |  |  | ещё 3 трибы | ещё 3 трибы | около 70 видов |  |  |  |  |
|  |                                      |  |                                                             | порядок Ясноткоцветные                                      |                      |  |                                            |                                            | подсемейство Котовниковые |  |  |  |             | род Базилик |                |  |  |  |  |
|  |                                      |  |                                                             | порядок Ясноткоцветные                                      |                      |  |                                            |                                            | подсемейство Котовниковые |  |  |  |             | род Базилик |                |  |  |  |  |
|  | отдел Цветковые, или Покрытосеменные |  |                                                             |                                                             | семейство Яснотковые |  |                                            |                                            | триба Базиликовые         |  |  |  |             |             |                |  |  |  |  |
|  | отдел Цветковые, или Покрытосеменные |  |                                                             |                                                             |                      |  |                                            |                                            |                           |  |  |  |             |             |                |  |  |  |  |
|  |                                      |  | ещё 44 порядка цветковых растений (согласно Системе APG II) | ещё 44 порядка цветковых растений (согласно Системе APG II) |                      |  |                                            | ещё 8 подсемейств                          | ещё 8 подсемейств         |  |  |  | ещё 52 рода | ещё 52 рода |                |  |  |  |  |
|  |                                      |  |                                                             | ещё 44 порядка цветковых растений (согласно Системе APG II) |                      |  |                                            |                                            | ещё 8 подсемейств         |  |  |  |             | ещё 52 рода |                |  |  |  |  |

## В искусстве
- Новелла о горшке с базиликом (Боккаччо)